# Доріс Флісон
Доріс Флісон (англ. Doris Fleeson; 20 травня 1901 — 1 серпня 1970) — американська журналістка та колумніст, перша жінка в США, яка мала власну колонку, що публікувалась на національному рівні.

## Життєпис

### Ранні роки та освіта
Доріс Флісон народилась 20 травня 1901 року в Стерлінзі, Канзас, в сім'ї Вільяма та Гелен Флісонів. ЇЇ батько був власником крамниці одягу. Доріс була наймолодшою з шістьох дітей в сім'ї. Вона відвідувала Стерлінґську середню школу, яку закінчила у 1918 році. Їй випала честь стати ученицею, що проголошує прощальну промову. У тому ж році Доріс вступила до Куперського коледжу (зараз — Стерлінґський коледж). У коледжі вона провчилась один рік, після чого, переїхала до Лоуренсу, Канзас, де у 1919 році вступила до Університету Канзасу, де вивчала, зокрема, економіку.
На першому курсі навчання в Університеті Канзасу Флісон почала працювати у місцевому канзаському виданні The Pittsburg Sun, де вона висвітлювала трудові спори та зустрічі освітньої ради. Після першого навчального року в Університеті Канзасу, Флісон працювала вчителем у Понд-Кріку, Оклахома. У 1921 році Флісон повернулась до навчання в університеті.

### Початок кар'єри
Закінчивши Університет Канзасу у 1923 році, Флісон переїхала до Нью-Гейвену, Коннектикут, де у Єльському університеті навчалась її сестра. Там вона працювала на дротяному заводі, складаючи виробничі графіки. Водночас Флісон безуспішно намагалась знайти роботу в газеті. З надією знайти роботу в журналістиці Флісон через декілька років переїхала до Чикаго, де спочатку працювала на різних офісних посадах. У 1926 році вона переїхала до Еванстону, Іллінойс, де почала працювати редактором світської колонки у виданні Evanston News Index. В цьому виданні вона писала, зокрема, про конференцію щодо «сухого закону» в Чиказькому жіночому клубі.
Флісон провела в Еванстоні вісім місяців, після чого переїхала до Ґрейт-Неку, Лонг-Айленд, де почала працювати у виданні Great Neck News. У цьому виданні вона писала репортажі, висвітлювала новини, редагувала та коригувала тексти. У листопаді 1927 року Флісон почала працювати у таблоїді New York Daily News. Спочатку Флісон висвітлювала злочини, судові процеси та скандали. Пізніше вона стала писати на політичні теми. Так, вона висвітлювала передвиборчу кампанію на посаду мера Нью-Йорка у 1929 році, під час якої познайомилась, зокрема, з одним із кандидатів, тодішнім членом Палати представників США від штату Нью-Йорк Фіорелло Ла Ґуардія, з яким в неї виникли дружні стосунки. Флісон також висвітлювала розслідування корупційного скандалу в муніципальній владі Нью-Йорка.

### Політична журналістика
За кілька років Флісон перевели до бюро газети в Олбані, Нью-Йорк, де вона познайомилася з тодішнім губернатором штату Нью-Йорк Франкліном Д. Рузвельтом. 28 вересня 1930 року вона вийшла заміж за Джона О'Доннелла, колегу по New York Daily News. У 1932 році Флісон висвітлювала Національний з'їзд Демократичної партії в Чикаго, на якому Франкліна Рузвельта було висунуто кандидатом в президенти США. У 1933 році вона писала про банківську кризу в США. У серпні 1932 року Флісон та Джон О'Доннелл почали вести спільну політичну колонку «Капітолійські речі» (англ. Capitol Stuff).
У 1933 році Флісон разом із чоловіком переїхала до Вашингтону, де почала працювати у вашингтонському бюро газети. Також у 1933 році вона працювала з Гейвудом Брауном над заснуванням Американської газетної гільдії — профспілки для працівників газет. Того року вона була делегатом установчого з'їзду гільдії і була обрана членом її національного виконавчого комітету. У 1935 році Флісон була єдиною жінкою-кореспондентом, яка висвітлювала відпустку президента Франкліна Рузвельта у Флориді. У 1936 році вона висвітлювала Національний з'їзд Республіканської партії, на якому кандидатом в президенти висунули тодішнього губернатора Канзасу Альфа Лендона.
У 1937 році Флісон обрали президентом Національного жіночого прес-клубу. У 1938 році Флісон написала для журналу Saturday Evening Post нарис про секретарку Франкліна Рузвельта Марґеріт Легенд, за що отримала 800 доларів США. Тодішня Перша леді США Елеонора Рузвельт схвально відгукнулась про статтю Флісон. У цей період у Флісон встановлюються дружні стосунки з Елеонорою Рузвельт: вони листуються і часто зустрічаються на формальних жіночих заходах.

### Друга світова війна
Влітку 1939 року Флісон із чоловіком вирушили у робочу поїздку до Європи. Спочатку вони деякий час провели в Парижі, потім побували у Швейцарії, а пізніше — в Німеччині. У серпні 1939 року Флісон та Джон О'Доннелл відправили до New York Daily News депешу, в якій повідомляли, що німецькі війська були готові вдарити по Польщі, із послідуючим завоюванням країни. Із початком Другої світової війни змінилась редакційна політика New York Daily News: вона почала відображати ізоляціоністські переконання її засновника та видавника Джозефа Патерсона. Чоловік Флісон досить легко сприйняв таку зміну, в той час як для Флісон було важко погоджуватись із цим. Зміна редакційної політики у New York Daily News також сприяла відчуженню між Флісон, яка була палким прибічником Франкліна Рузвельта, та її чоловіком, який дедалі критичніше ставився до президента США, особливо, на фоні участі США у Другій світовій війні.
У 1940 році Флісон разом із іншими журналістами супроводжувала заступника Державного секретаря США Самнера Веллеса у його неофіційній подорожі до Європи з метою вберегти мир. Під час цієї подорожі вона відвідала вечерю із Йозефом Геббельсом. Флісон так описувала тодішню атмосферу в Берліні: «Ще ніколи в берлінських театрах, кафе та нічних клубах не було стільки людей…із його холодними домівками, скороченими витратами на інші речі, та, не переймаючись заощадженнями через страх інфляції, Берлін поринув у надуманість нічного життя, яке процвітає, не дивлячись на блекаути». Вона також згадала про фільми, які тоді демонструвались у берлінських кінотеатрах: «Білява Венера» та «Шанхайський експрес» з Марлен Дітріх, «Гонолулу» із Елінор Павелл, «На проспекті» із Медлін Керол. Крім того, Флісон писала про становище євреїв у Третьому Рейсі: євреям, навіть тим, у кого були родичі в США або Південній Америці, було важко виїхати з Німеччини через закриття кордонів низкою країн, включаючи Францію та нейтральні держави. На додаток Флісон писала про обмеження, які накладались на євреїв: їм було заборонено заходити до багатьох крамниць, а купувати на ринках дозволялось лише після півдня, коли вже основні товари були придбані німецькими домогосподарками.
У 1942 році Флісон переїхала до Нью-Йорку, де працювала на радіостанції, придбаній New York Daily News. ЇЇ чоловік залишився у Вашингтоні, продовжуючи писати їхню колонку «Капітолійські речі». У 1943 році Флісон звільнилась з New York Daily News і стала військовим кореспондентом для жіночого видання Woman's Home Companion.
У червні 1943 року Флісон вирушила до Європи висвітлювати Другу світову війну. Спочатку вона перебувала в Великобританії, де висвітлювала службу Жіночого армійського корпусу (англ. Women's Army Corps (WAC)) і де зустріла актора Кларка Ґейбла, який тоді служив в армії США. Восени 1943 року Флісон була в Італії, де вже починалась висадка Союзників. В Італії Флісон, зокрема, висвітлювала роботу медичних служб. Вона писала, що для медсестер домівкою служили намети без підлоги, і, що, не дивлячись на складні умови, медсестри знаходили в собі сили посміхатись пацієнтам. На початку операції «Оверлорд» Флісон вже знову перебувала у Великобританії, звідки писала про Лондон, як про «сильно понівечену в аварії жінку, яка зібралась з духом, поправила одяг і з гідністю взялась займатися своїми справами, але, природно, не знайшла часу, щоб купити новий одяг, зробити зачіску та макіяж». Перед поверненням до США у серпні 1944 року, Фліcон також побувала у Нормандії.

### Політична колонка
Після повернення до США Флісон деякий час жила в Нью-Йорку, а потім переїхала до Вашингтону шукати нову роботу, оскільки її контракт із Woman's Home Companion був завершений. Вона писала для Saturday Evening Post, а також почала вести колонку про політичні справи, яку першим почало публікувати видання The Washington Star. Пізніше Флісон уклала контракт із газетним синдикатом Bell Syndicate на продаж колонки різним виданням. 16 травня 1946 року Флісон опублікувала одну з найгучніших історій того часу про конфлікт між суддями Верховного суду США Г'юґо Блеком та Робертом Джексоном. В її колонці зазначалось, що суддя Блек сказав, що він вважає відмінну думку судді Роберта Джексона у справі «Jewell Ridge Coal Corp. проти Об'єднаної асоціації шахтарів Америки» (англ. Jewell Ridge Coal Corp. v. United Mine Workers of America) «відвертою і безпідставною образою».
Інша гучна колонка Флісон була опублікована в січні 1953 року. Флісон процитувала президента США Гаррі Трумена, який сказав, що на 49 000 випадків дезертирства у збройних силах під час Корейської війни вплинули такі видання, як Chicago Tribune, мережа газет Скріпса-Говарда, а також генерал Дуглас Макартур, якого Трумен звільнив з посади командувача США на Далекому Сході. Генерал Макартур роздратовано відповів, що дезертирство можна більш правдоподібно пояснити «відсутністю віри в політику умиротворення президента Трумена».

### Останні роки
У 1959 році Флісон висвітлювала візит першого секретаря ЦК КПРС та Голови Ради міністрів СРСР Микити Хрущова до США. Вона так писала про Хрущова: «В нього не має смаку, ані хорошого, ані поганого, і в нього відсутня пристрасть до спорту. Цей аспект компенсується гострою жорстокістю та кмітливістю, з якою він користується кожною помилкою свого опонента. В нього є почуття гумору, і театральне чуття. Чарівність — це слово, яке частіше асоціюється з жінками, але коли нею володіють чоловіки з очевидною силою характеру, як-от Хрущов, чоловікам і жінкам важко зберігати пильність.»
Президентські вибори в США 1964 року були останньою президентською кампанією, яку висвітлювала Флісон. Подорожуючи із президентом США Ліндоном Джонсоном під час президентської кампанії, Флісон знепритомніла. Поступово її здоров'я погіршувалось, і в 1967 році вона перестала писати колонку. До 1967 року її колонка розповсюджувалась газетним синдикатом United Features Syndicate у 90 газетах.
Флісон померла вдома у Вашингтоні 1 серпня 1970 року від інсульту.

## Номінації та нагороди
У 1937 році Флісон отримала премію в розмірі 100 доларів США від Нью-йоркського газетного жіночого клубу за висвітлення Національного з'їзду Республіканської партії в 1936 році. У 1942 році Флісон отримала премію в розмірі 100 доларів США від Нью-йоркського газетного жіночого клубу за репортажі про Венделла Вілкі, кандидата від Республіканської партії на президентських виборах у США в 1940 році.
У 1953 році Флісон отримала почесну медаль за видатну службу журналістиці від Міссурійського університету.
У 1954 році Американське товариство видавників газет нагородило Флісон премією Реймонда Клеппера.

## Особисте життя
У 1942 році Флісон розлучилась зі своїм першим чоловіком Джоном О'Доннеллом. Від цього шлюбу в неї залишилась дочка Доріс, народжена у 1932 році. Під час перебування в Європі у 1943—1944 роках у Флісон були стосунки із федеральним суддею Вільямом Кларком.
У 1958 році Флісон вийшла заміж за колишнього Міністра військово-морських сил США Дена Кімбола. На весільній церемонії були присутні колишня Перша леді США Елеонора Рузвельт, фінансист та політик Бернард Барух та вдова мера Нью-Йорка Фіорелло Ла Ґуардія. Флісон пережила свого другого чоловіка лише на один день.